# Jackson Martínez
Jackson Arley Martínez Valencia (* 10. března 1986) je bývalý kolumbijský fotbalový útočník a reprezentant Kolumbie, se kterou se zúčastnil Mistrovství světa 2014 v Brazílii.

## Klubová kariéra
Martínez hrál postupně za kluby Independiente Medellín (Kolumbie), Chiapas FC (Mexiko) a FC Porto (Portugalsko).
V létě 2015 přestoupil za 35 milionů € do Atlética Madrid. Zde však nedostával mnoho příležitostí na hřišti a v únoru 2016 přestoupil do čínského klubu Kuang-čou Evergrande za 42 milionů eur, což byl tehdy rekord na asijském fotbalovém trhu.
Od léta 2020 byl bez angažmá, v prosinci 2020 definitivně ukončil kariéru.

## Reprezentační kariéra
V národním A-týmu Kolumbie debutoval v roce 2009.
Argentinský trenér Kolumbie José Pékerman jej vzal na Mistrovství světa 2014 v Brazílii.
V základní skupině C hrála Kolumbie s Řeckem (výhra 3:0), s Pobřežím slonoviny (výhra 2:1) a s Japonskem (výhra 4:1). Martínez dvakrát skóroval proti Japonsku. V osmifinále proti Uruguayi byl u výhry 2:0. Ve čtvrtfinále proti Brazílii Kolumbijci na dalšího jihoamerického soupeře již nestačili a prohráli 1:2. Martínez zůstal na lavičce.